# Bolgarski lev
Bolgarski lev (iso koda: BGN) je od leta 1881 uradna valuta na ozemlju današnje Republike Bolgarije. En lev se deli na sto stotink. Trenutno je v obtoku četrta generacija te valute. Slednja je v uporabo stopila 5. julija 1999. 30. marca 2020 je menjalni tečaj za lev znašal 0,51 evra, oziroma 0,56 ameriškega dolarja. Inflacija je bila v tem času 3,7 %.

## Ime
Ime lev je arhaična oblika bolgarske besede »lăv«, ki v prevodu pomeni lev. Dandanes se izraz lev v Bolgariji uporablja kot vsesplošna oznaka za denar. Poimenovanje se hkrati uporablja tudi v sosednji Romuniji (rom. leu).

## Zgodovina
Prvi lev je stopil v obtok že leta 1881, nekaj let po tem, ko se je Bolgarija ubranila dolgoletne nadvlade Osmanskega cesarstva. Njegova vrednost je bila tedaj vezana na vrednost francoskega franka v razmerju 1:1. Zaradi visoke povojne inflacije je bil leta 1952 v obtok sproščen drugi lev. Menjalni tečaj je znašal 100:1 v korist druge generacije. Ker se je v prihodnjih letih inflacija ponovila, je oblast leta 1962 predstavila tretjo generacijo valute. Tečaj je ob tej menjavi znašal 10:1 v korist tretjega leva. Leta 1999 je v obtok stopila četrta generacija, ki je v uporabi še danes. Slednja je bila ob uvedbi vezana na vrednost takratne nemške marke v razmerju 1:1, dandanes pa se višina valute določa glede na vrednost evra.

## Bankovci in kovanci
Četrta generacija vključuje bankovce za 2, 5, 10, 20, 50 in 100 levov, kovance za 1, 2, 5, 10, 20 in 50 stotink ter kovanca za 1 in 2 leva. Na sprednji strani večine bankovcev, z izjemo tistega za 20 levov, se nahajajo silhuete pomembnih osebnosti iz bolgarske zgodovine.